# Chuck McKinley
Charles Robert McKinley Jr., detto Chuck (Saint Louis, 5 gennaio 1941 – Dallas, 10 agosto 1986), è stato un tennista statunitense.

## Carriera
McKinley non era particolarmente dotato fisicamente essendo alto 1.72 m per 70 kili ma, a differenza di Bobby Riggs e altri tennisti non particolarmente alti dell'epoca, decise di non puntare su un gioco veloce ma invece su colpi aggressivi e potenti. Bill Talbert disse di McKinley: "Non c'è nulla che non può fare sul campo, ha tutti i colpi. È veloce. È potente. Ha dei riflessi meravigliosi. Ha una vista da falco, riesce a vedere la palla come nessun altro durante una partita".
Viene ricordato principalmente per aver vinto il Torneo di Wimbledon 1963 contro Fred Stolle e per aver portato il tennis americano ai massimi livelli durante un periodo dominato principalmente da tennisti australiani.
Ha ottenuto la vittoria nel singolare maschile a Wimbledon senza perdere un set in tutto il torneo. A Wimbledon raggiunse una finale già nel 1961 dove però venne sconfitto in tre set da Rod Laver.

Insieme a Dennis Ralston, suo rivale ai tempi del college, vinse la Coppa Davis 1963 interrompendo una serie di otto vittorie per l'Australia. Sempre con Ralston raggiunse per quattro volte consecutive la finale nel doppio maschile agli U.S. National Championships a partire dal 1961. Nelle prime tre finali si scontrarono con i messicani Rafael Osuna e Antonio Palafox vincendo nel 1961 e nel 1963 ma perdendo in cinque set la finale del 1962. Nel 1964 si scontrano in finale con gli inglesi Mike Sangster e Graham Stilwell e vincono il loro terzo e ultimo titolo nel doppio maschile.
È stato inserito nella International Tennis Hall of Fame nel 1986, lo stesso anno della sua morte, dovuta all'età di 45 anni a seguito di un tumore cerebrale.

## Finali del Grande Slam

### Vinte (1)
| Anno | Torneo    | Avversario in finale | Risultato     |
| 1963 | Wimbledon | Fred Stolle          | 9–7, 6–1, 6–4 |

### Perse (1)
| Anno | Torneo    | Avversario in finale | Risultato     |
| 1961 | Wimbledon | Rod Laver            | 6–3, 6–1, 6–4 |